# Гаттас (Хазим)
Гаттас Хазим (араб. غطاس هزيم‎, фр. Ghattas Hazim; род. 1963, Мухрада) — епископ Антиохийской православной церкви, митрополит Багдадский, Кувейтский, Аравийского полуострова и прилежащих земель. Племянник патриарха Антиохийского и всего Востока Игнатия IV.

## Биография
В 1987 году окончил Богословский институт святого Иоанна Дамаскина со степенью бакалавра богословия.
В 1989 году был рукоположен в сан диакона, а в 1990 году — во пресвитера. Служил в клире Хамаской митрополии.
Был возведен в сан архимандрита и с 1999 года служил игуменом монастыря святого Георгия в Мухраде, будучи главой Образовательного отдела Хамаской митрополии.
На заседании Священного Синода Антиохийской Православной Церкви 5-7 октября 1999 года был избран во епископа Каррского, викария Патриарха Антиохийского, а 24 октября того же года состоялась его епископская хиротония, которую возглавил патриарх Антиохийский и всего Востока Игнатий IV. Служил близким помощником патриарха в Дамаске, принял участие во многих конференциях, празднованиях, встречах и приёмах как патриарший представитель.
19 октября 2010 года был назначен наместником Баламандского Успенского монастыря и деканом Богословского института преподобного Иоанна Дамаскина. В сентябре 2013 года был освобождён от должности декана, оставаясь при этом наместником Баламандской обители вплоть до избрания митрополитом Багдадским.
7 октября 2014 года был избран митрополитом Багдадским, Кувейтским, Аравийского полуострова и прилежащих земель. Поскольку северные районы его новой епархии (особенно в Ираке) сильно пострадали от разрушительных войн и конфликтов, происходивших на протяжении последних двух десятилетий, по прибытии в Багдад он столкнулся со многочисленными трудностями, начиная с того, что более 90% проживавших в стране православных христиан были перемещены из-за хаоса в области безопасности. Из-за этого его официальное место пребывания оставалось в Багдаде, но фактически административный центр Архиепископии по-прежнему находится в Кувейте.